# Veolia Nuclear Solutions
Veolia Nuclear Solutions Inc., anciennement Kurion Inc., est une entreprise américaine spécialisée dans le démantèlement nucléaire et la gestion des déchets faiblement et moyennement radioactifs, basée à Irvine en Californie. Kurion Inc. est une filiale du groupe français Veolia depuis 2016.

## Historique
Le 14 janvier 2015, Kurion Inc. remporte un contrat de robotique pour le développement d'un bras robotique avancé afin de réparer les fuites de confinement primaire à l'intérieur du réacteur endommagé de la centrale nucléaire de Fukushima Daiichi. 
En février 2016, Kurion Inc. est rachetée par la multinationale française Veolia pour 350 millions de dollars. Cette acquisition complète le savoir-faire d’Asteralis, filiale française de Veolia spécialisée dans la caractérisation des déchets et l’évaluation des installations nucléaires. Cet investissement constitue la première acquisition de taille moyenne du plan 2016-2018. Un cycle qui, outre l’accélération de la croissance, vise à poursuivre l’effort drastique d’économies. 
En décembre 2019, Veolia Nuclear Solutions et l’électricien français EDF annoncent la création de Graphitech, une entreprise chargée du démantèlement de réacteurs nucléaires de technologie graphite.
Le 30 novembre 2021, la création d'une société baptisée Waste2Glass a été annoncée, détenue à parts égales, par les filiales respectives d'EDF et de Veolia, via sa filiale Veolia Nuclear Solutions, Waste2Glass, basée à Limay (Yvelines), devrait ouvrir début 2022, près d'une nouvelle unité pilote et de démonstration qui visait à obtenir les qualifications nécessaires au déploiement de cette filière industrielle nouvelle et est mission pour développer la filière de vitrification de déchets radioactifs de Veolia, GeoMelt qui depuis les années 2010 traite déjà les déchets d'amiante, sols pollués et d'autres déchets toxiques industriels,,,,.

## Voir plus